# Нагірне (Полтавський район)
Нагі́рне — село в Україні, у Решетилівській міській громаді Полтавського району Полтавської області. Населення становить 27 осіб. До 2016 орган місцевого самоврядування — Решетилівська міська рада. Староста сіл Потічок, Пасічники, Миколаївка і Нагірне — Вадим Миколайович Гайдар.

## Географія
Село Нагірне знаходиться в мальовничій балці на водорозділі між річками Говтва і Полузір'я за 2 км на південь від села Потічок. Селом протікає пересихаючий струмок з загатою.

## Заснування та розвиток села у XVIII — на початку XX століття
Село Піщане (а саме таку назву мало нинішнє Нагірне протягом майже двох століть) засноване у XVIII столітті.
Село оточували хутори: Бажани, Векличі, Голі Гальченки, Биби, Забарі.
На 1859 рік у Піщаному було 65 дворів, 409 мешканців (200 жінок, 209 чоловіків).
У першій половині ХІХ століття до скасування у 1861 році кріпацтва Піщане, як і розташована поряд Миколаївка, було кріпосницьким селом. Практично усіма землями навколо села володіли родини поміщиків Бровка, Сахновського, Піджарського, Гольмана та Шумковського.
Найбагатшим серед них був Бровко, що володів біля 600 десятинами землі. Силами кріпаків Бровко викопав великий ставок, облаштував купальні, посадив терасні сади та збудував паровий млин з олійницею (працював до 60-х років ХХ століття).
Пан Бровко дозволяв селянам вирощувати у міжряддях саду городину, а пані Бровко була хрещеною матір'ю багатьох маленьких піщанців.
Окрім великого земельного наділу у Бровка був  грамофон, а також, тогочасне досягнення техніки - велосипед, яким він любив їздити в гості до поміщика Мазура у сусіднє село Миколаївку. Ще за переказами Бровко любив грати у карти в місті Харків. Часто як виграш привозив у село нових кріпаків.
Сахновський більше переймався грою в карти, а не управлінням маєтку, і годував людей глевким галушками...
Шумковський мав чудовий сад, але багатієм не вважався.
Гольман теж не мав особливих статків. За переказами старожилів одного разу дружині Гольмана захотілося поїхати в гості. А у Гольмана боліла голова. Дружина ж наполягала, сварилася. Тоді пан кинув жінчину шубу в діжку з опарою. А другої шуби у пані не було...
Село позначене на відомій карті Шуберта (1868) [Архівовано 5 серпня 2017 у Wayback Machine.].

## Село Піщане у 1917—1941 роках
На початку ХХ століття село Піщане адміністративно відносилося до Куликівської волості Кобеляцького повіту.
У роки Української революції село часто переходило із рук в руки. Свого часу мали владу у селі представники Центральної Ради, Директорії, денікінці, махновці, повстанські отамани та більшовики-червоноармійці.
Першу спробу проголосити радянську владу було зроблено в Піщаному у січні 1918 року.
У 1918 році у одному з будинків села знаходився штаб повстанського загону під проводом Петра Якимовича Діброви.

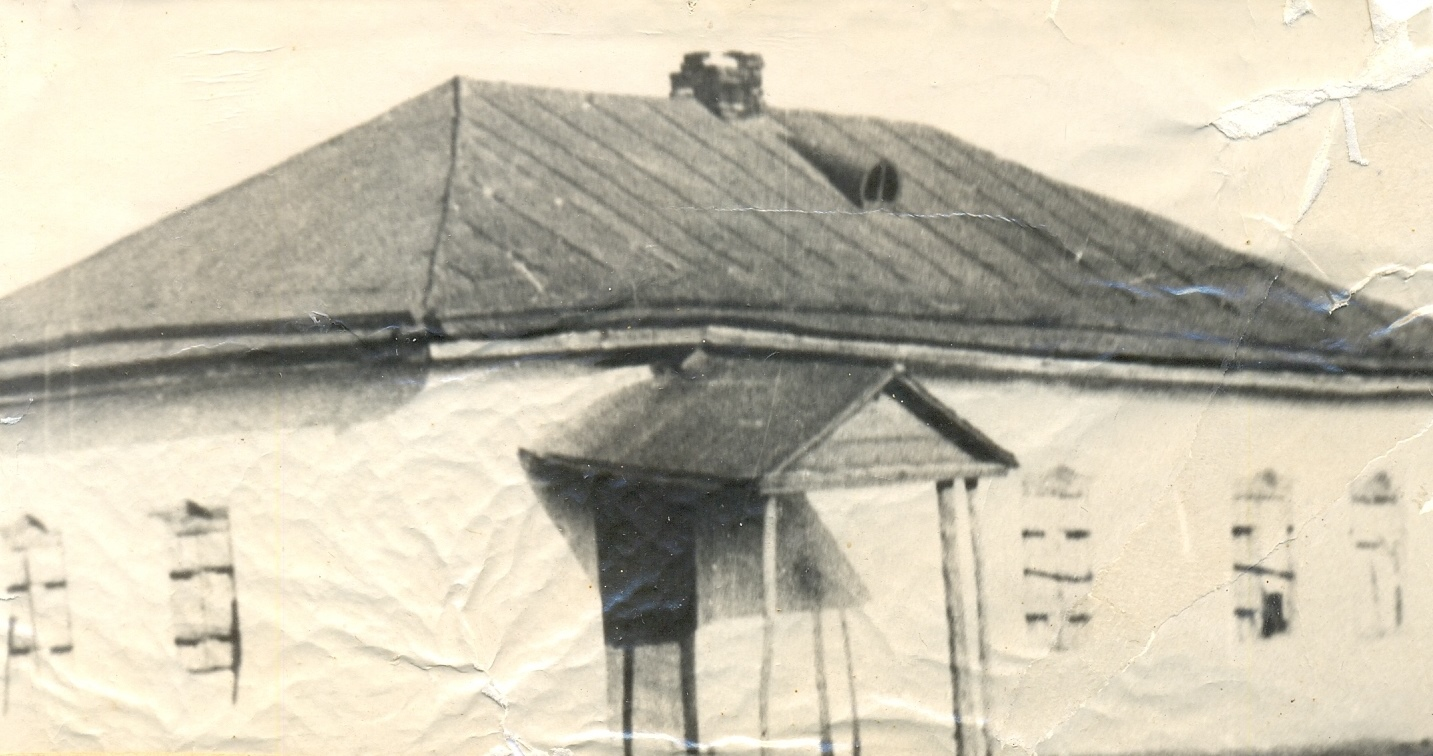
Будинок у с.Піщане (нині с. Нагірне Решетилівського району) у якому в 1918 році знаходився штаб повстанського загону під проводом Петра Якимовича Діброви

У селі місцевим активістом Степаном Піхулею було спочатку створено організацію, а потому і партизанський загін «для боротьби з ворогами, які порушували спокій села».
Ворогами вони вважали і заможних селян («куркулів») — Івана Рикача та урядника Тимофія Бикова. Одного разу активісти на чолі Степаном Піхулею підробили виклик Тимофію Бикову у волосне правління, що знаходилось у селі Куликівка. Дорогою на Бикова влаштували засідку та убили його.
У часи революції та громадянської війни дворянські маєтки були розграбовані.
У 1923 році село Піщане було віднесене до новоутвореної Потічанської сільської ради Решетилівського району.
У 1925 році в селі відкрили трьох-класну школу. У ній учителювали Сарафима Костянтинівна Поливяна, Лідія Михайлівна Махова, Василь Омелянович Діденко, Василь Никифорович Пунько. Запрацював і сільський клуб.
За переписом 1926 року у селі Піщане було 76 дворів та мешкало 359 жителів.

Наприкінці 20-х — на початку 30-х років ХХ століття у Піщаному проходить процес колективізації, утворюються ТОЗи, ТСОЗи, а в 1928 році — колгосп «Третій Вирішальний». Одним з організаторів колгоспного руху у селі був учасник Першої світової та Громадянської воєн Петро Федотович Маховий. Очолив піщанський колгосп, що славився високими врожаями в області, Сьомак. 

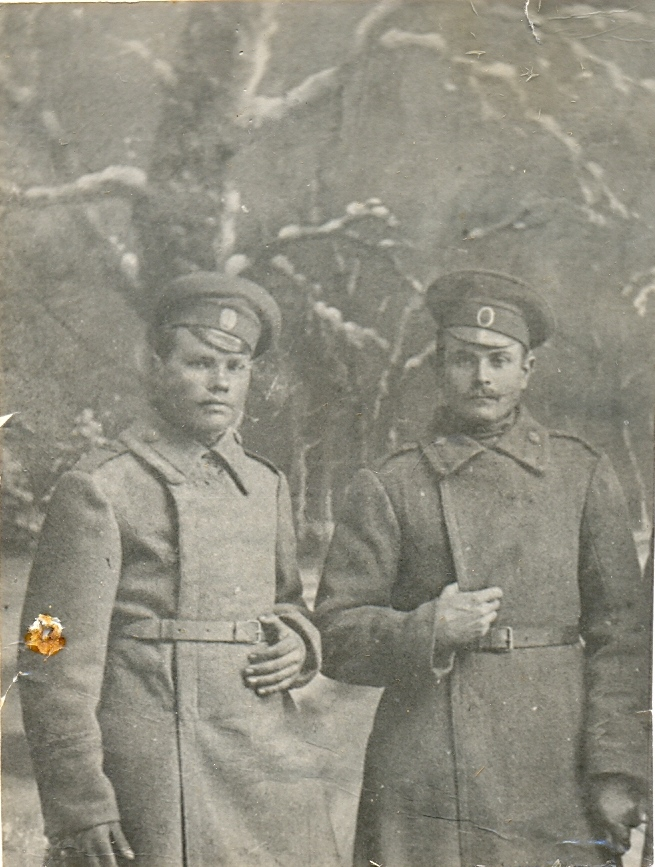
Маховий Петро Федотович (зліва), мешканець с.Піщане (нині с. Нагірне Решетилівського району), учасник Першої світової війни з невідомим товаришем (фото 1918 року)

Страшним випробуванням для жителів села став Голодомор 1932—1933 років. У селі були випадки людоїдства.
Голодомор перервав родоводи сімей Дудченка Дем'яна, Дудченка Гордія, Дудченка Каленика, Махового Антона, Гайдара Омелька, Миргородського Федота, Бажана Тихона, Цимбала Корнія, Цимбала Корнія, Цимбала Кирила, Сученка Панька та десятків інших.
У селі функціював патронат, у якому утримувалися сироти та напівсироти.
За даними «Національної книги пам'яті жертв Голодомору 1932—1933 років в Україні. Полтавська область» встановлені імена 27 загиблих мешканців села Нагірного (Піщаного). За оцінками місцевих краєзнавців, що базуються на свідченнях старожилів, померло не менше 115 мешканців села.
Не встигли загоїтися рани від Голодомору, як прийшло нове лихо. Масові сталінські репресії 1937—1938 років торкнулися і доль мешканців села.
Напередодні німецько-радянської війни у 1940-1941 роках у Піщаному налічувалося 105 хат, у яких проживали 392 мешканці.

## Село у роки німецько-радянської війни 1941—1945 років
У роки німецько-радянської війни село Піщане було окуповане нацистськими загарбниками 17 вересня 1941 року.
Окупанти влаштували в селі комендатуру, яку очолив німець Андрек. Допомагали йому невеликий німецький загін, німкеня-перекладачка Гільда та росіянка Тамара, а також допоміжна поліція з місцевих мешканців.
Для обслуговування німців в селі стояла німецька кухня, а також функціював військовий шпиталь.
Мешканці села працювали в господарському дворі, щоденно підтримували в робочому стані дорогу Решетилівка-Кременчук. З 1942 року молодь села почала переховуватися від німецьких облав. Партизанів поблизу не було і німці вели себе спокійно. Комендант не ставив сторожів охороняти врожай. Натомість встановив на полях кілька шибениць. Але крадіжок виявлено не було.
Відступаючи у вересня 1943 року нацисти спалили у селі 55 осель. Палити оселі нацисти залишили двох солдатів з легковиком. Мрячив осінній дощ і відвологлі солом'яні покрівлі загоралися слабо. Тому окупанти заносили в хати снопи очерету і підпалювали їх зсередини. У день підпалів на околиці села переховувалися розвідники Червоної армії. Але вони не захотіли врятувати село. Разом із підпалами хат, окупанти винищували і домашню худобу.
Вже перед безпосереднім відступом нацисти наказали усім  мешканцям села зібратися у центрі села біля комори. Проте, перекладачка-німкеня Гільда врятувала людей. Вона попередила їх, щоб вони уникали виконання цього наказу. Люди добровільно до комори не зійшлися, а часу згонити їх в окупантів вже не було. Наступ війсь Червоної армії був стрімким і 23 вересня бійці 292-го гвардійського полку 92-ї гвардійської стрілецької дивізії 57-го стрілецького корпусу 37-ї армії Степового фронту звільнили село від нацистів. 
Прах бійців, які загинули під час звільнення села, покоїться у братській могилі у центрі села Пасічники біля пам'ятника солдату-визволителю.
У селі похований лейтенант 206-го артилерійського полку Червоної армії Рижков Петро Євтихійович (1915 — 27.09.1941), який загинув 27.09.1941 року.
На фронтах Другої світової війни полягли більше сорока піщанців. Загинули Дем'ян Куліш з сином Василем, Дмитро Костогриз з сином Іваном, Андрій Писанка з сином Андрієм. У Григорія Махового не повернулися з війни сини Василь і Євген, у Свиридона Махового — Іван і Йосип.
Імена мешканців села, які загинули у роки радянсько-німецької війни, викарбувані на меморіальних плитах біля пам'ятника воїнам-визволителям у центрі села Потічок.

## Нагірне у другій половині ХХ — на початку ХХІ століть
На 1 вересня 1946 року село Піщане разом із населеними пунктами Потічок, Миколаївка, Вовки, Пасічники, Паськівка, Плаксії та Сутули входило до складу Потічанської сільської ради.
Піщане було перейменоване в Нагірне (у зв'язку з тим, що у межах Решетилівського району було ще одне село з такою назвою).
У 1960-1962 роках у Нагірному у 99 хатах проживали біля 300 сельчан.
У 70-х роках ХХ століття Нагірне віднесли до категорії «неперспективних сіл».
У роки соціально-економічного відродження Решетилівського району у 80-ті роки ХХ століття здійснювалися спроби відновлення села.
12 червня 2020 року, відповідно до розпорядження Кабінету Міністрів України № 721-р «Про визначення адміністративних центрів та затвердження територій територіальних громад Полтавської області», село увійшло до складу Решетилівської міської громади.
19 липня 2020 року, в результаті адміністративно - територіальної реформи та ліквідації Решетилівського району, село увійшло до складу новоутвореного Полтавського району Полтавської області.

## Відомі люди

##### Відомі уродженці
- Байда-Суховій Дмитро Михайлович (1882—1974) — український актор, режисер, бандурист, збирач і пропагандист українських народних пісень, один із засновників українського кіно.
- Григорій Остапович Бажан (17.11.1930, с. Піщане (нині с. Нагірне) — 14.04.2014) — головний редактор Пирятинської районної газети «Вільна праця» («Пирятинські вісті»)/1966—1985/, член Національної спілки журналістів України (1958), Почесний громадянин міста Пирятин, Почесний краєзнавець Національної спілки краєзнавців України, письменник.
- Ніна Григорівна Гончаренко /Ярмола/ (09.11.1947, с. Нагірне — 07.02.2008, смт. Решетилівка) — вчителька історії, директор Решетилівської вечірньої, середньої шкіл (1985—2001), Решетилівської гімназії ім. І. Л. Олійника [Архівовано 7 серпня 2017 у Wayback Machine.] (2001—2002).

## Пам'ятки села
Поблизу села Нагірне та в його околицях знаходяться п’ять археологічних пам’яток — один курганний могильник (включає чотири кургани) та чотири окремі кургани. Їх обстежувала у 1987 році полтавський археолог Ірина Мельникова. Розкопки не проводилися. У даний час більшість з курганів  розорюються.